# 227
227 (CCXXVII) var ett normalår som började en måndag i den julianska kalendern.

## Händelser

### Okänt datum
- Cormac mac Airt blir storkonung av Irland (omkring detta år).
- Persien annekterar hela Partien.

## Avlidna
- Seius Sallustius, romersk caesar (avrättad)
- Xu Huang, general över kungariket Weis styrkor
- Meng Da, kinesisk general